# 戎橋松竹
戎橋松竹（えびすばししょうちく）は、かつて大阪市中央区（旧・南区）に存在した演芸場。千日土地建物（のち千土地興行をへて日本ドリーム観光）経営。終戦直後における大阪唯一の寄席として知られた。通称・戎松（えびしょう、えびまつ）。

## 歴史
松竹創業者で会長の白井松次郎が、1947年に映画館を改装して演芸場に転換した。3代目桂米朝によると、白井が1945年10月に大阪で開かれた「上方落語を聴く会」を見て、1946年3月から「上方趣味大阪落語の会」を何度か開き（初回は四ツ橋の文楽座で3日間）多くの客を集めたことに加え、大阪大空襲で吉本興業が演芸場を失っていたこともあって、寄席経営へと乗り出した。開場は1947年9月11日である。
漫談家・花月亭九里丸や5代目笑福亭松鶴の楽語荘の同人が中心となり演芸人が集結した。開場時には久里丸のアイデアでかつて舞台役者が道頓堀での芝居興行初日の際に行った道頓堀川の「船乗込み」を模したイベントが催された。
戦後の上方落語界を支えた落語四天王（6代目松鶴・3代目米朝・5代目文枝・3代目春団治）らが新人として修行を重ね、また爆笑漫才の中田ダイマル・ラケットなど様々な芸人がこの劇場の舞台で腕を磨いた。東京からも幾人かの芸人が来演し、東西演芸交流の舞台ともなった。

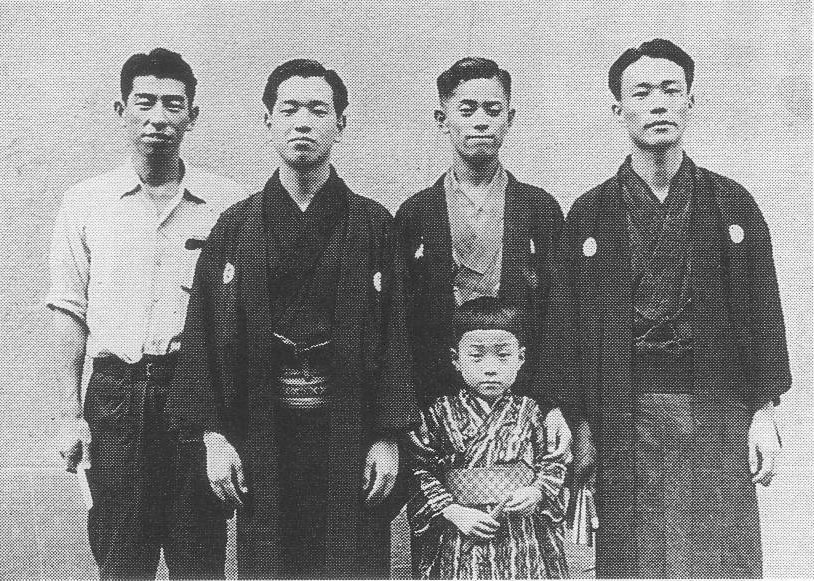
当時戎橋松竹で行われていた若手の会「戎松日曜会」の集合写真。後列右が六代目笑福亭松鶴（当時光鶴または枝鶴）。左に三代目米之助、五代目文枝（当時あやめ）、旭堂南陵（当時二代目小南陵）。子供は和多田勝（当時小つる）

定員は「250席ほど」（3代目桂米朝）でバラック造りの小屋ながら、2階に仲店「松葉」が存在し、東京から来演した芸人が宿泊したりしていた（当時は旅館への宿泊には客が米を持参する必要があったため）。
当初は完全入れ替え制でかつ全席指定席であった。これは東京の東宝名人会に倣ったものだが、やがて客足が落ちると入れ替え制を撤廃し、団体客を入れるようになった。客層も変化してじっくり落語を演じるよりも、賑やかな色物が好まれるようになった。3代目桂米朝は「末期になって来ると賑やかなガチャガチャした高座が増えてきた」と証言している。
1951年以降は朝日放送と提携して、舞台中継が放送された。
1954年、戎橋松竹支配人も務めていた勝忠男は千土地を辞して独立を図り、戎橋松竹常連の一部の芸人を引き連れて新生プロダクション（後の松竹芸能）を設立。千土地は対抗上残った戎橋松竹のレギュラー陣を専属化し、また現在のケーエープロダクションの母体とも言える秋田實の上方演芸に所属する芸人を迎えて番組を編成した。
しかし、千日前の大阪歌舞伎座を難波駅前の新歌舞伎座へ移転することとなり、その建設資金捻出のため1956年もしくは1957年1月下席をもって北海道拓殖銀行に敷地を譲渡して閉鎖された。
現在は跡地に近鉄難波ビルが建ち、地下は大阪難波駅の構内となっている。
朝日放送ラジオの「朝日放送ラジオ落語ライブラリー」には1955年4月9日収録のダイラケの「恋の手ほどき」の漫才と砂川捨丸のコンビ生活50周年記念の口上（他にも花月亭九里丸、芦乃家雁玉・林田十郎、浮世亭夢丸、浮世亭夢若が並んだ）の音が残されている。

## 主な出演者（歌舞地下時代も含む）

### 漫才
- 芦乃家雁玉・林田十郎
- タイヘイトリオ
- 暁伸・ミスハワイ
- 西川ヒノデ・サクラ
- 浮世亭歌楽・浅田家寿郎
- 千歳家歳男・松鶴家団之助
- 松鶴家光晴・浮世亭夢若
- ミスワカナ・玉松一郎
- 人生幸朗・生恵幸子
- 流行亭歌麿・八千代
- 花菱〆吉・花柳貞奴
- 市川歌志・泰子
- 浪花家市松・芳子
- 荒川歌江・藤波扇太郎
- 中村直之助・小夜子
- 夢路いとし・喜味こいし
- 芦乃家橘弥・砂川久栄
- 一輪亭花蝶・松原勝美
- 河内家文春・尾の道子
- 轟一蝶・美代子
- 東五九童・松葉蝶子
- 浮世亭出羽助・八丈竹幸
- 河内家鶴春・浜お龍
- 松葉家奴・浜お龍
- 鹿島洋々・林正二郎
- 都家文雄・静代
- 秋田Aスケ・Bスケ
- 三人奴
- 橘ミノル・双葉みどり
- 砂川捨丸・中村春代
- 立花幸福・林美津江
- 橘家菊春・太郎
- 中田ダイマル・ラケット
- 三遊亭小円・木村栄子
- かしまし娘
- 秋山右楽・左楽
- 香島ラッキー・御園セブン
- 岡田東洋・小菊
- 横山ノック・アウト

ほか

### 落語
- 5代目笑福亭松鶴
- 2代目立花家花橘
- 4代目桂米團治
- 2代目林家染丸
- 林家染五郎（後の3代目林家染丸）
- 2代目桂春團治
- 4代目桂文團治
- 橘ノ圓都
- 4代目桂文枝
- 2代目桂文我（後の5代目桂文吾）
- 3代目桂米朝
- 桂福團治（後の3代目桂春團治）
- 笑福亭光鶴（後の6代目笑福亭松鶴）
- 桂あやめ（後の5代目桂文枝）
- 桂春坊（後の2代目露の五郎兵衛）
- 笑福亭松之助
- 初代桂小文治※東京から来演
- 6代目三遊亭圓生※東京から来演
- 8代目桂文楽※東京から来演
- 5代目古今亭志ん生※東京から来演
- 8代目林家正蔵（後の林家彦六）※東京から来演
- 桂右女助（後の6代目三升家小勝）※東京から来演
- 5代目柳亭左楽※東京から来演
- 5代目柳家小さん※東京から来演
- 華形家八百八（6代目蝶花楼馬楽）※東京から来演
- 3代目三遊亭金馬※東京から来演
- 8代目三笑亭可楽※東京から来演
- 翁家さん馬（後の8代目桂文治）※東京から来演
- 8代目春風亭柳枝※東京から来演
- 5代目古今亭今輔※東京から来演
- 4代目三遊亭圓馬※東京から来演
- 3代目（野ざらし）春風亭柳好※東京から来演
- 2代目桂枝太郎※東京から来演
- 古今亭今児（現在の4代目（当代）桂米丸）※東京から来演
- 橘家竹蔵（後の8代目橘家圓蔵）※東京から来演

ほか

### その他
- 花月亭九里丸（珍芸、漫談）
- 但馬源水（曲独楽）
- 三増紋也（曲独楽）※東京から来演
- 一陽斎都一（後のジャグラー都一）（奇術）
- 千葉琴月（女道楽）
- 海老一海老蔵（曲芸）※東京から来演
- 7代目一龍斎貞山（講談）※東京から来演
- 5代目神田伯龍（講談）※東京から来演

## 後継劇場

### 歌舞伎地下演芸場
通称・歌舞地下（かぶちか）。千日前・大阪歌舞伎座の地階にあった劇場で、元来は映画館。1956年または1957年2月1日に戎橋松竹の代替劇場として開場した。しかし、1958年4月30日に大阪歌舞伎座閉鎖に合わせて閉館となった。閉鎖理由は歌舞伎座ビルの改装の他、近鉄が地下線で難波に延伸すべくその工事の開始が近々予定され、地下劇場の運営に支障が出ることが想定されたためである。収容人員は200人を超える規模であったが、客席に柱が2本存在していたり、寄席囃子の音が楽屋を伝って上階の歌舞伎座の舞台にまで漏れてしまうなど、演芸場としては構造上の問題があった。

### 京洛劇場
京都・新京極の六角通にあった劇場。1958年5月1日開場。1959年1月31日をもって映画館に転向。

### 千日劇場
千日前・大阪歌舞伎座を改装した千日デパートの6階に開場した劇場。1958年12月1日開場。1969年4月30日閉鎖。